# Dakota (nummer)
"Dakota" is een nummer van de Welshe band Stereophonics. Het nummer verscheen op hun album Language. Sex. Violence. Other? uit 2005. Op 28 februari van dat jaar werd het nummer uitgebracht als de eerste single van het album.

## Achtergrond
"Dakota" is geschreven door zanger en gitarist Kelly Jones en geproduceerd door Jones en Jim Lowe. In de Verenigde Staten is het nummer uitgebracht onder de titel "Dakota (You Made Me Feel Like the One)". Jones schreef de muziek van het nummer in januari 2004 in een hotel in Parijs, waar de band op dat moment op tournee was ter promotie van hun voorgaande album You Gotta Go There to Come Back. Een maand later, toen de band op tournee was in de Verenigde Staten, schreef hij in Vermillion een tekst op het nummer. De werktitel van het nummer werd vernoemd naar de stad. Nadat Slipknot een single met de titel "Vermilion" uitbracht en Mercury Rev eveneens een nummer met de titel "Vermillion" op hun album The Secret Migration zette, besloot de groep om de titel te veranderen. Het nummer ging uiteindelijk "Dakota" heten, vernoemd naar een appartementengebouw in New York.
"Dakota" werd de eerste nummer 1-hit van de Stereophonics in het Verenigd Koninkrijk. Tevens was het hun eerste single die in de Amerikaanse Modern Rock Tracks-lijst terecht kwam, waarin het piekte op plaats 34. In Ierland bereikte de single de achtste plaats in de hitlijsten. In Nederland wist het de Top 40 niet te bereiken, maar in de Single Top 100 kwam het op plaats 74 terecht. Het nummer is gebruikt in de computerspellen FIFA Manager 06 en Pro Evolution Soccer 2010, alsmede op de soundtrack van de film Veronica Mars. De videoclip is opgenomen in de Amerikaanse staat South Dakota, waarin de groep te zien is tijdens een roadtrip door de staat.

## Hitnoteringen

### Single Top 100
| Hitnotering: 05-03-2005 t/m 21-05-2005 | Hitnotering: 05-03-2005 t/m 21-05-2005 | Hitnotering: 05-03-2005 t/m 21-05-2005 | Hitnotering: 05-03-2005 t/m 21-05-2005 | Hitnotering: 05-03-2005 t/m 21-05-2005 | Hitnotering: 05-03-2005 t/m 21-05-2005 | Hitnotering: 05-03-2005 t/m 21-05-2005 | Hitnotering: 05-03-2005 t/m 21-05-2005 | Hitnotering: 05-03-2005 t/m 21-05-2005 | Hitnotering: 05-03-2005 t/m 21-05-2005 | Hitnotering: 05-03-2005 t/m 21-05-2005 | Hitnotering: 05-03-2005 t/m 21-05-2005 | Hitnotering: 05-03-2005 t/m 21-05-2005 | Hitnotering: 05-03-2005 t/m 21-05-2005 |
| Week                                   | 1                                      | 2                                      | 3                                      | 4                                      | 5                                      | 6                                      | 7                                      | 8                                      | 9                                      | 10                                     | 11                                     | 12                                     |                                        |
| -------------------------------------- | -------------------------------------- | -------------------------------------- | -------------------------------------- | -------------------------------------- | -------------------------------------- | -------------------------------------- | -------------------------------------- | -------------------------------------- | -------------------------------------- | -------------------------------------- | -------------------------------------- | -------------------------------------- | -------------------------------------- |
| Positie                                | 94                                     | 89                                     | 77                                     | 74                                     | 87                                     | 79                                     | 84                                     | 93                                     | 97                                     | 96                                     | 93                                     | 98                                     | uit                                    |

### NPO Radio 2 Top 2000
| Nummer met noteringen in de NPO Radio 2 Top 2000 | '16  | '17  | '18  | '19  | '20  | '21  | '22  | '23  | '24  |
| ------------------------------------------------ | ---- | ---- | ---- | ---- | ---- | ---- | ---- | ---- | ---- |
| Dakota                                           | 1817 | 1603 | 1874 | 1946 | 1841 | 1855 | 1816 | 1870 | 1655 |

1. ↑  Een vetgedrukt getal geeft de hoogste notering aan.
2. ↑  2016 was het eerste jaar met een notering voor dit nummer.